# تقویت‌کننده کوانتومی
در فیزیک، تقویت‌کننده کوانتومی به تقویت‌کننده‌ای گفته می‌شود که از رویکردهای مکانیکی کوانتومی برای تقویت سیگنال استفاده کند. به عنوان مثال می‌توان به عناصر فعال لیزرها و تقویت کننده‌های نوری در این رابطه اشاره کرد.
ویژگی‌های اصلی تقویت کننده کوانتومی ضریب تقویت و عدم قطعیت آن است که مستقل از یکدیگر نیستند. هر چه ضریب تقویت بیشتر باشد، عدم قطعیت (نویز) بیشترخواهد بود. در لیزرها، عدم قطعیت سیگنال لیزری مربوط به تابش خود به خودی تقویت‌شده‌است که ناشی از محیط فعال لیزر می‌باشد. اجتناب از این نویز ممکن نیست زیرا که نتیجهٔ مستقیم عمل تقویت کوانتومی است و این موضوع یکی از دلایل استفاده از سیگنال‌های دیجیتال در ارتباطات نوری می‌باشد. این نویز را می‌توان از مبانی مکانیک کوانتومی استخراج کرد.

## مقدمه
یک تقویت کننده، دامنه هر چیزی را که از آن عبور می‌کند افزایش می‌دهد. در حالی که ورودی تقویت‌کننده‌های کلاسیک، سیگنال‌های کلاسیک هستند، تقویت‌کننده‌های کوانتومی سیگنال‌های کوانتومی، مانند حالت‌های همدوس را دریافت می‌کنند. این لزوماً به این معنا نیست که خروجی یک حالت همدوس خواهد بود. شکل خروجی به طراحی خاص تقویت کننده بستگی دارد. تقویت کننده‌های کوانتومی علاوه بر تقویت شدت ورودی، نویز کوانتومی موجود در سیگنال را نیز افزایش می‌دهند.

## برون‌گذاشت
میدان الکتریکی در یک پالس پیرامحور را می‌توان به صورت برهم نهی مُدها تقریب زد. میدان الکتریکی {\displaystyle ~E_{\rm {phys}}~} یک مُد میدان را می‌توان به صورت توصیف کرد
{\displaystyle {\vec {E}}_{\rm {phys}}({\vec {x}})~=~{\vec {e}}~{\hat {a}}~M({\vec {x}})~\exp(ikz-{\rm {i}}\omega t)~+~{\rm {Hermitian~conjugate}}~}
که
- {\displaystyle ~{\vec {x}}=\{x_{1},x_{2},z\}~} بردار مختصات مکان است که z جهت حرکت پالس را نشان می‌دهد،
- {\displaystyle ~{\vec {e}}~} بردار پلاریزاسیون پالس است،
- {\displaystyle ~k~} عدد موج در جهت z است،
- {\displaystyle ~{\hat {a}}~} عملگر نابودی فوتون برای مد معین{\displaystyle ~M({\vec {x}})~}است.[نیازمند شفاف‌سازی].

تجزیه و تحلیل نویز در سیستم با توجه به مقدار میانگین عملگر نابودی انجام می‌شود. برای به دست آوردن نویز، بخش‌های حقیقی و موهومی مربوط به تصویر میدان بر مد {\displaystyle ~M({\vec {x}})~} حل می‌شود. مختصات مکانی در جواب‌ها ظاهر نخواهند شد.
فرض کنید که مقدار میانگین اولیه حالت میدان {\displaystyle ~{\left\langle {\hat {a}}\right\rangle _{\rm {initial}}}~} باشد. از نظر فیزیکی، این حالت اولیه مربوط معمولاً یک حالت همدوس ورودی به تقویت کننده نوری و نیز حالت نهایی مربوط به پالس خروجی است. اگرچه فقط حالت کوانتومی مد مربوطه اهمیت دارد اما رفتار دامنه و فاز پالس نیز باید مشخص باشد. برای سادگی ممکن است این پالس را به صورت یک میدان تک مد درنظر بگیرند.
تقویت کننده کوانتومی یک تبدیل یکانی مانند {\displaystyle {\hat {U}}} است که روی حالت اولیه{\displaystyle ~|{\rm {initial}}\rangle ~}عمل می‌کند و حالت تقویت شده {\displaystyle ~|{\rm {final}}\rangle ~}، را به صورت زیر ایجاد می‌کند:
{\displaystyle ~|{\rm {final}}\rangle =U|{\rm {initial\rangle }}}
این معادله، معادلهٔ یک تقویت کننده کوانتومی را در تصویر شرودینگر توصیف می‌کند.
تقویت به مقدار میانگین عملگر میدان {\displaystyle ~{\hat {a}}~} که به صورت {\displaystyle ~\langle {\hat {a}}\rangle ~} نوشته می‌شود، بستگی دارد. پاشندگی یا واریان این عملگر به صورت {\displaystyle ~\langle {\hat {a}}^{\dagger }{\hat {a}}\rangle -\langle {\hat {a}}^{\dagger }\rangle \langle {\hat {a}}\rangle ~} است. یک حالت همدوس حالتی با حداقل عدم قطعیت است. هنگامی که این حالت به حالت دیگر تغییر می‌یابد، عدم قطعیت نیز ممکن است افزایش یابد. این افزایش عدم‌قطعیت به صورت نویز در تقویت کننده دیده می‌شود.
بهره {\displaystyle ~G~} را می‌توان به صورت زیر تعریف کرد:
{\displaystyle G={\frac {\left\langle {\hat {a}}\right\rangle _{\rm {final}}}{\left\langle {\hat {a}}\right\rangle _{\rm {initial}}}}}
این رابطه را می‌توان در تصویر هایزنبرگ نیز نوشت که در این تصویر بردار حالت ثابت و تقویت به عملگر میدان نسبت داده می‌شود؛ بنابراین، تحول عملگر A توسط {\displaystyle ~{\hat {A}}={\hat {U}}^{\dagger }{\hat {a}}{\hat {U}}~} نشان داده می‌شود، در حالی که بردار حالت بدون تغییر باقی می‌ماند؛ بنابراین می‌توان بهره را به صورت رابطه زیر نیز نوشت:
{\displaystyle ~G={\frac {\left\langle {\hat {A}}\right\rangle _{\rm {initial}}}{\left\langle {\hat {a}}\right\rangle _{\rm {initial}}}}~}
به‌طور کلی، بهره{\displaystyle ~G~} ممکن است یک عدد مختلط باشد و حتی ممکن است به حالت اولیه بستگی داشته باشد. برای کاربردهای لیزری، تقویت حالات‌های همدوس اهمیت دارد؛ بنابراین، معمولاً فرض می‌شود که حالت اولیه یک حالت همدوس است که با یک پارامتر مختلط مانند {\displaystyle ~\alpha ~} مشخص می‌شود به طوری که{\displaystyle ~~|{\rm {initial}}\rangle =|\alpha \rangle ~}. حتی با یک چنین قیدی، بهره می‌تواند به دامنه یا فاز میدان اولیه نیز بستگی داشته باشد.
در ادامه از تصویر هایزنبرگ استفاده شده‌است. فرض می‌شود همه براکت‌ها با توجه به حالت همدوس اولیه ارزیابی شوند.
{\displaystyle {\rm {noise}}=\langle {\hat {A}}^{\dagger }{\hat {A}}\rangle -\langle {\hat {A}}^{\dagger }\rangle \langle {\hat {A}}\rangle -\left(\langle {\hat {a}}^{\dagger }{\hat {a}}\rangle -\langle {\hat {a}}^{\dagger }\rangle \langle {\hat {a}}\rangle \right)}
این کمیت افزایش عدم قطعیت میدان به دلیل تقویت را مشخص می‌کند. از آنجایی که عدم قطعیت عملگر میدان به پارامتر آن بستگی ندارد، کمیت بالا نشان می‌دهد که چقدر میدان خروجی نسبت به یک حالت همدوس تفاوت دارد.

## تقویت کننده‌های خطیِ فاز-ثابت
تقویت کننده‌های خطی فاز-ثابت را می‌توان به شرح زیر توصیف کرد. فرض کنید که عملگر واحد {\displaystyle ~{\hat {U}}~} به گونه ای تقویت شود که ورودی {\displaystyle ~{\hat {a}}~} و خروجی {\displaystyle ~{\hat {A}}={\hat {U}}^{\dagger }{\hat {a}}{\hat {U}}~} با یک معادله خطی به شکل زیر مرتبط باشند:
{\displaystyle ~{\hat {A}}=c{\hat {a}}+s{\hat {b}}^{\dagger },}

## بیشتر خواندن
- Kim M. S. , Lee K. S. , Bužek V. (1993). "Amplification of superposition states in phase-sensitive amplifiers". Phys. Rev. A. 47: 4302. Bibcode:1993PhRvA..47.4302K. doi:10.1103/PhysRevA.47.4302.{{cite journal}}:  نگهداری یادکرد:نام‌های متعدد:فهرست نویسندگان (link)
- Bondurant R. S. (1993). "Quantum noise properties of a nonlinear amplifier". Phys. Rev. Lett. 71: 1709. Bibcode:1993PhRvL..71.1709B. doi:10.1103/PhysRevLett.71.1709.
- Mu Yi, Savage C. M. (1994). "Phase-sensitive above-threshold laser amplifiers". Phys. Rev. A. 49: 4093. Bibcode:1994PhRvA..49.4093M. doi:10.1103/PhysRevA.49.4093.
- Vaccaro John A. , Pegg D. T. (1994). "Phase properties of optical linear amplifiers". Phys. Rev. A. 49: 4985. Bibcode:1994PhRvA..49.4985V. doi:10.1103/PhysRevA.49.4985.
- Loudon Rodney, Jedrkiewicz Ottavia, Barnett Stephen M. , Jeffers John (2003). "Quantum limits on noise in dual input-output linear optical amplifiers and attenuators". Phys. Rev. A. 67: 043803. arXiv:quant-ph/0212012. Bibcode:2003PhRvA..67a3803K. doi:10.1103/PhysRevA.67.013803.{{cite journal}}:  نگهداری یادکرد:نام‌های متعدد:فهرست نویسندگان (link)
- Lamprecht C. , Ritsch H. (2003). "Theory of excess noise in unstable resonator lasers". Phys. Rev. A. 67: 013805. arXiv:quant-ph/0203122. Bibcode:2003PhRvA..67a3805V. doi:10.1103/PhysRevA.67.013805.